# Thomer Pidun
Thomer Pidun ist ein deutscher Pokerspieler. Er gewann 2022 ein Bracelet bei der World Series of Poker Europe.

## Pokerkarriere
Seine erste Geldplatzierung bei einem Live-Pokerturnier erzielte Pidun Anfang 2009 im Casino in Bad Oeynhausen. Dort gewann er Mitte Dezember 2010 auch sein erstes Live-Turnier und erhielt für den Sieg in der Variante No Limit Hold’em knapp 10.000 Euro. Ende Oktober 2017 erzielte der Deutsche beim Colossus der World Series of Poker Europe im King’s Resort in Rozvadov seine erste Geldplatzierung bei einem Turnier der World Series of Poker (WSOP) und erreichte die bezahlten Plätze auch beim Main Event der Turnierserie, das er auf dem mit über 25.000 Euro dotierten 31. Platz beendete. Bei der WSOP 2019 war er auch erstmals bei der Hauptturnierserie im Rio All-Suite Hotel and Casino in Paradise am Las Vegas Strip erfolgreich und kam bei drei Turnieren in die Geldränge. Dabei erreichte er beim Main Event den sechsten Turnierplatz und erhielt für seinen 33. Platz seine bislang höchste Auszahlung von mehr als 260.000 US-Dollar. Ende November 2021 wurde Pidun beim Platinum High Roller der World Series of Poker Europe (WSOPE) in Rozvadov Achter und sicherte sich knapp 60.000 Euro. Auch bei der WSOPE 2022 in Rozvadov saß er bei einem Event in Pot Limit Omaha am Finaltisch und erhielt als Fünfter über 50.000 Euro. Drei Tage später gewann der Deutsche bei der Turnierserie ein Turnier in der gemischten Variante 8-Game und sicherte sich ein Bracelet sowie den Hauptpreis von rund 50.000 Euro.
Insgesamt hat sich Pidun mit Poker bei Live-Turnieren mehr als 700.000 US-Dollar erspielt. Er nahm 2017 am deutschen Cash-Game-Fernsehformat German High Roller teil, das bei Sport1 ausgestrahlt wurde. Sein Bruder Daniel ist ebenfalls Pokerspieler.